# Route der Industriekultur – Sole, Dampf und Kohle

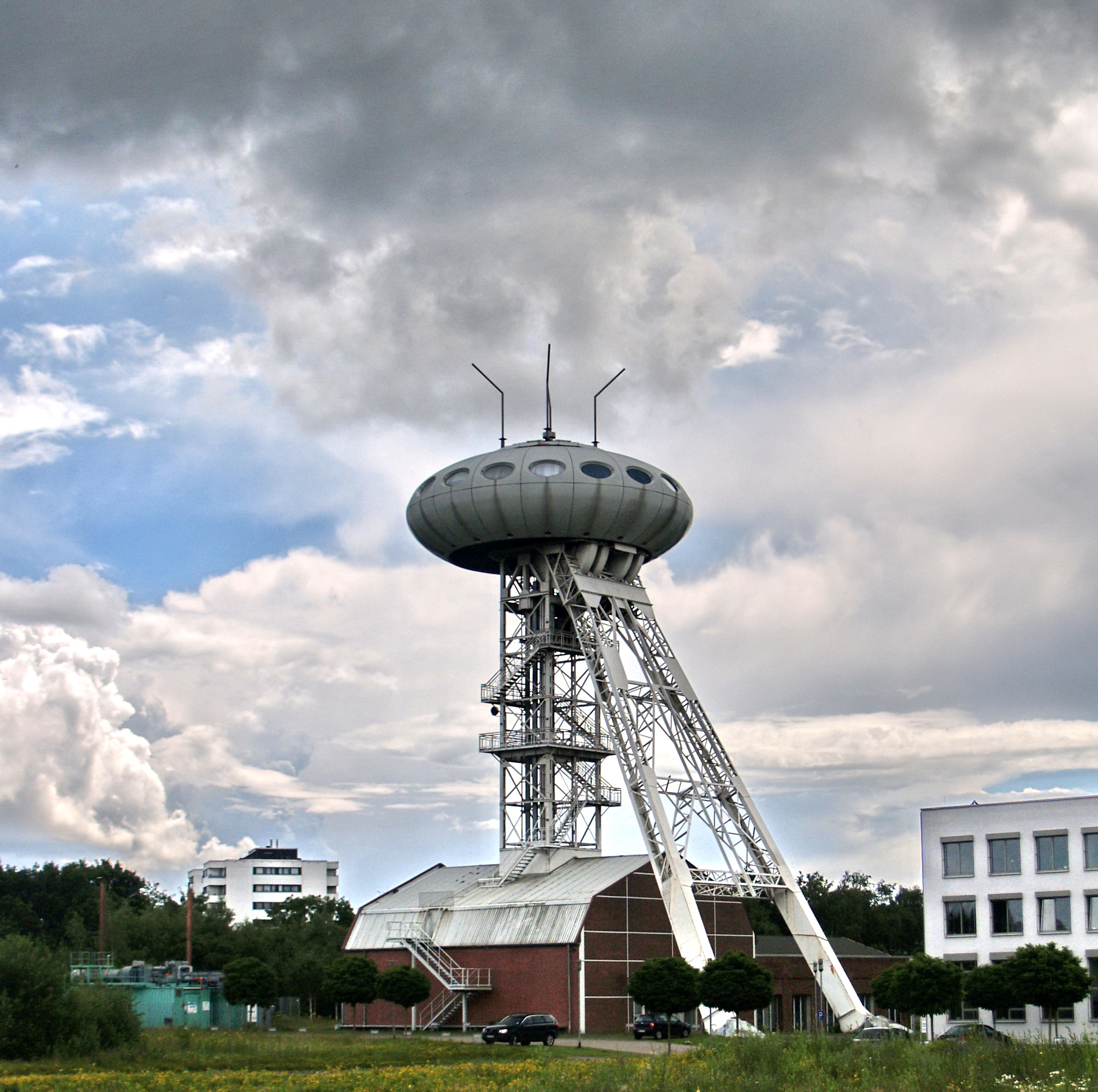
Colani-Ei im Technologiezentrum Lünen (LÜNTEC)

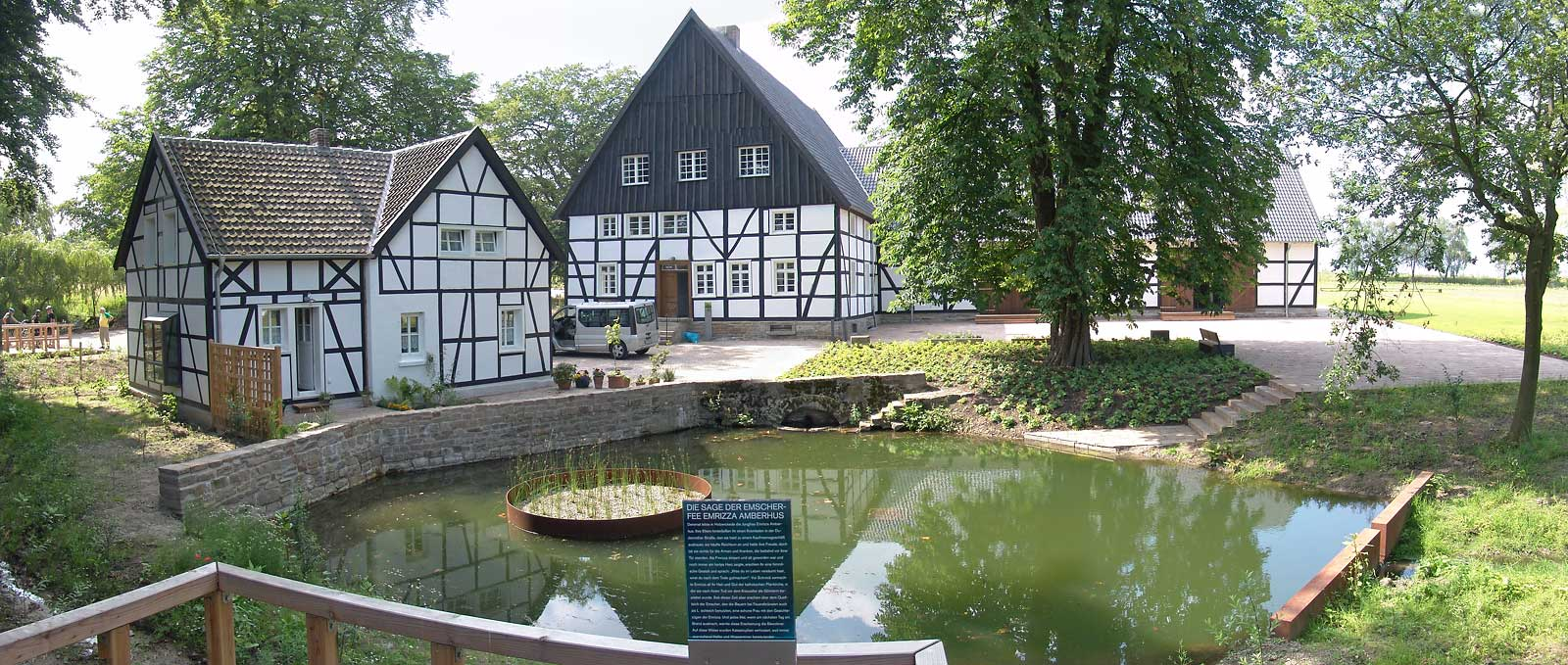
Emscherquellhof mit Quellteich

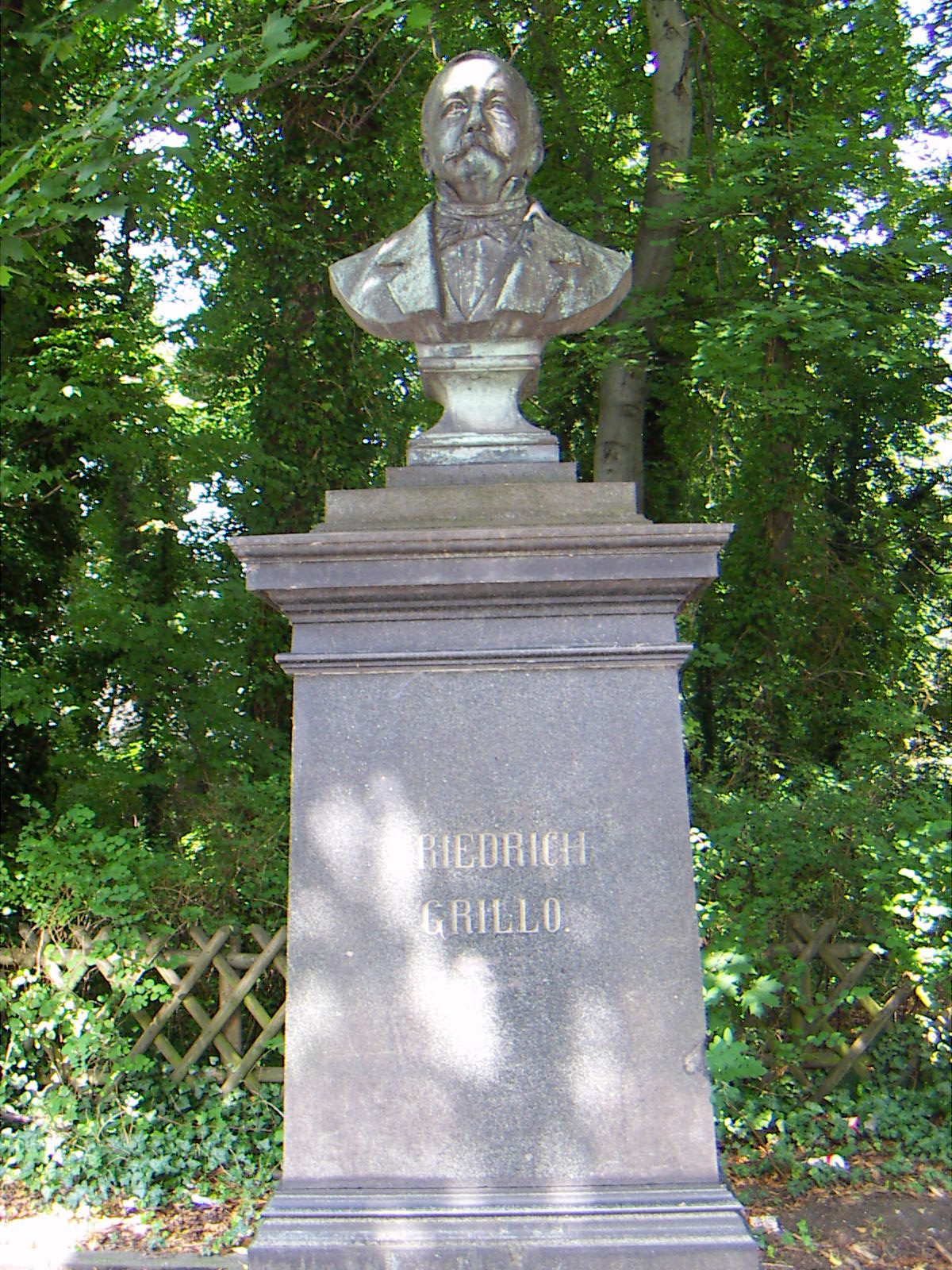
Friedrich Grillo, Denkmal am Kurpark in Unna-Königsborn

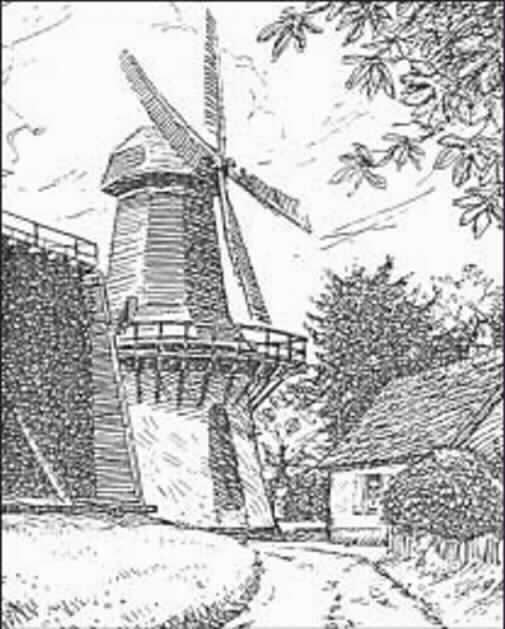
Saline Königsborn 18. Jahrhundert

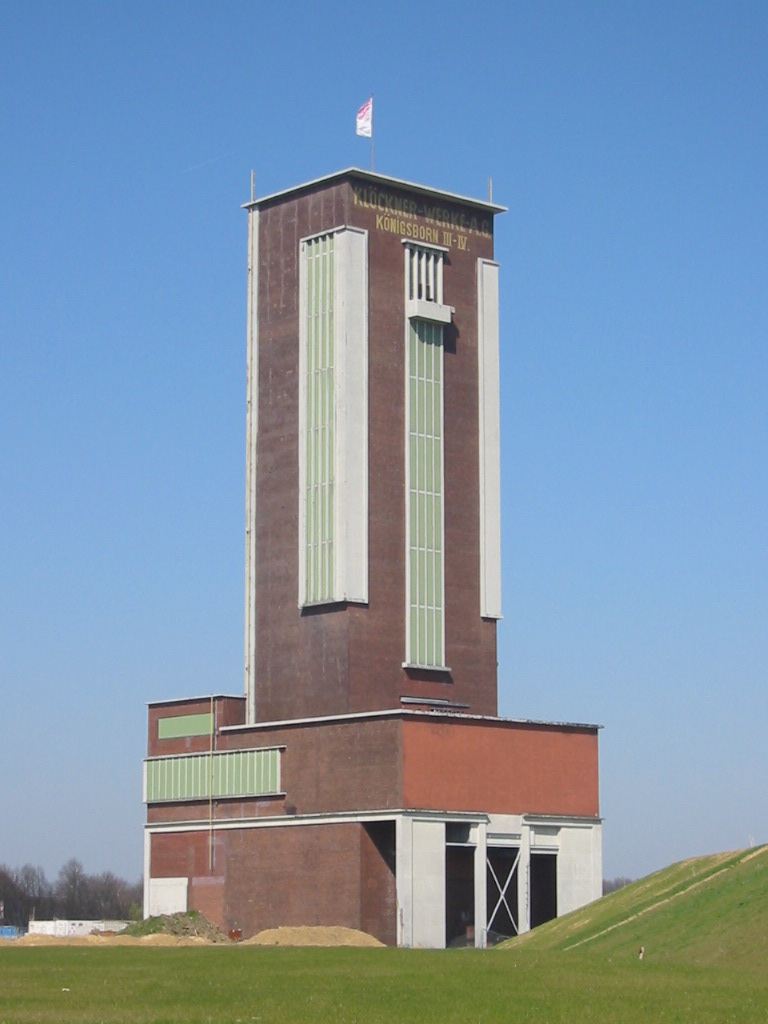
Förderturm der Zeche Königsborn III/IV, Schacht IV

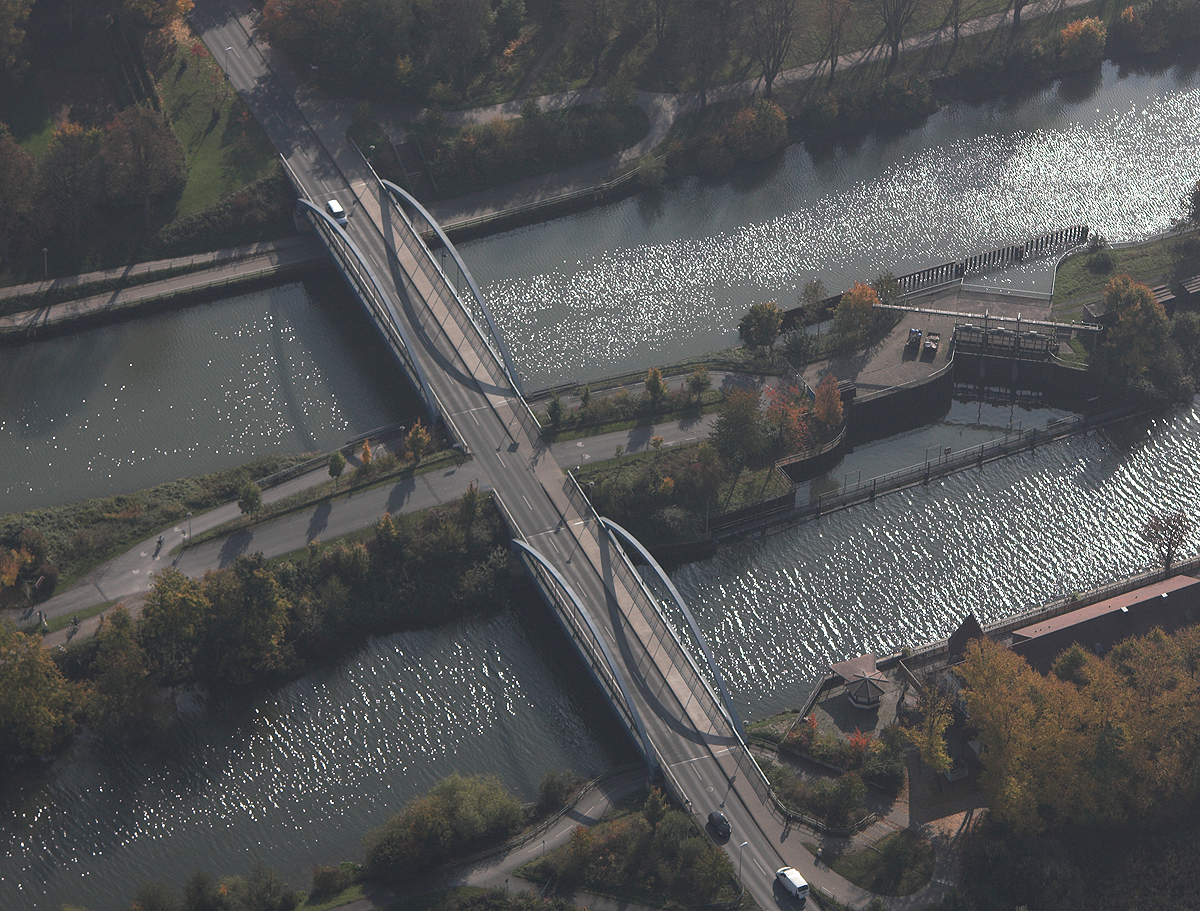
Einspeisungsbauwerk zwischen Lippe und Kanal

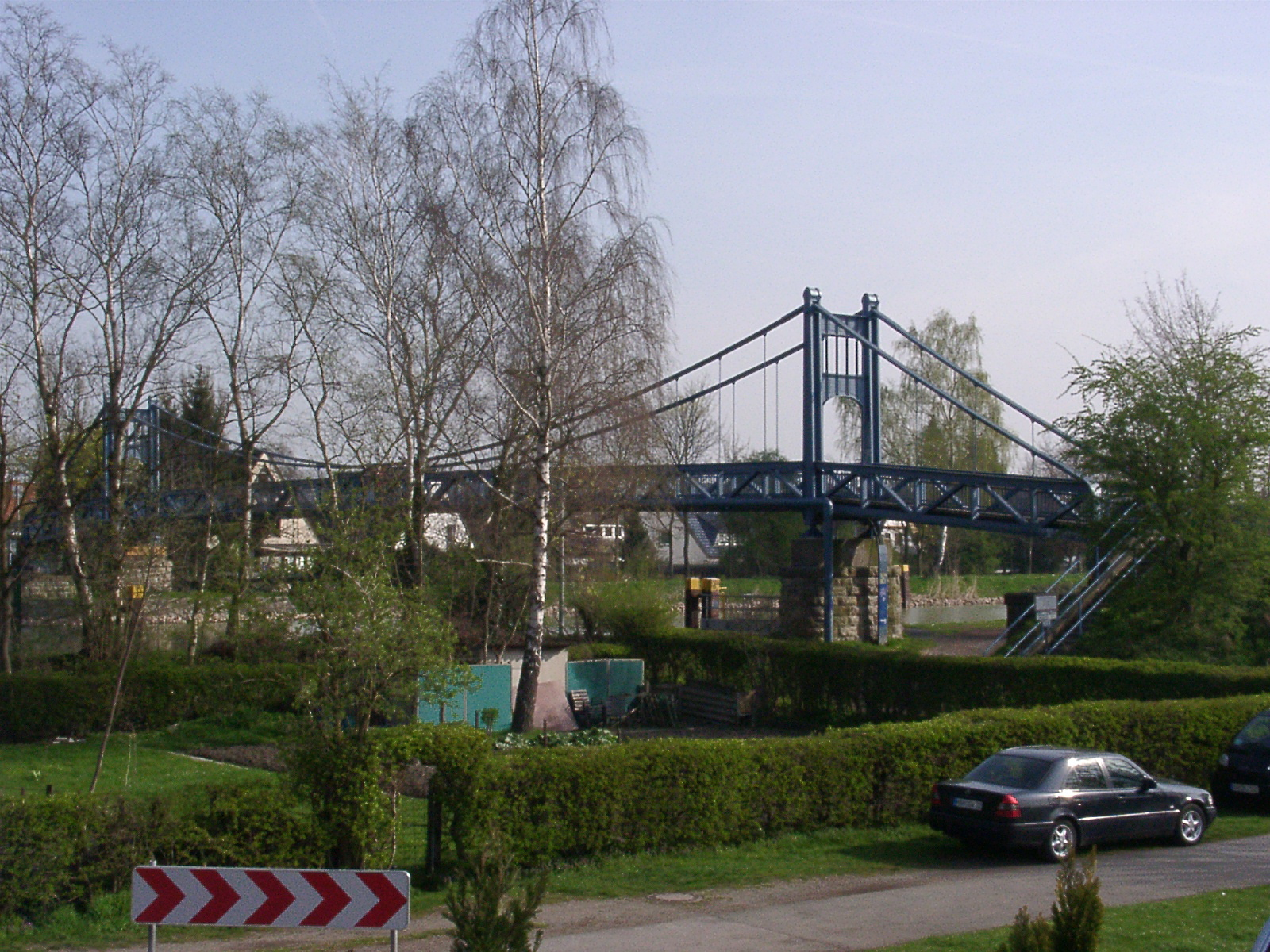
Schulweg-Steg in Hamm-Werries

Sole, Dampf und Kohle ist der Titel der zehnten Themenstrecke  der Route der Industriekultur, weil Salinen, Dampfkraft und Steinkohlenbergbau zur industriellen Geschichte im Osten des Ruhrgebietes, vordringlich im Kreis Unna zählen. Hier wurde die erste Dampfmaschine des Ruhrgebietes betrieben, noch vor dem Einsatz zur Wasserhaltung im Steinkohlebergbau, hier kann man die Nordwanderung des Bergbaues aus dem Ruhrgebiet ins Münsterland besonders beobachten, hier wird die größte Ausdehnung in Richtung Osten erreicht und mit der Lichtinszenierung am Ostpol markiert. Zentraler Einstieg in die Route ist die Lindenbrauerei in Unna.
Ende 2011 und Anfang 2012 überarbeitete der Betreiber RVR die Route inhaltlich stark, die Veränderungen sind kursiv dargestellt.
- Lindenbrauerei, Unna
  - Die ehemalige Braustätte, die ab 1859 in mehreren Bauabschnitten errichtet wurde und bis 1979 die über die Grenzen Unnas hinaus „Linden-Biere“ produzierte. Das ehemalige Sudhaus aus dem späten 19. Jahrhundert, das Kesselhaus und das Schalandergebäude aus der Zeit der Jahrhundertwende sowie der Schornstein von 1936 stehen unter Denkmalschutz. Heute ist in der Lindenbrauerei ein soziokulturelles Zentrum untergebracht.
- Alte Reichsstraße 1
  - Die Bundesstraße 1 folgt in großen Teilen dem Verlauf einer uralten Handelsroute, die von der belgischen Nordseeküste beim früheren Hafen Brügge bis in die russische Stadt Nowgorod führte. Auf dieser Route wurde schon vor 2000 Jahren Handel getrieben. Der griechische Mathematiker, Geograf und Astronom Ptolemäus (100–175) erwähnt die Straße bereits in seiner „Erdbeschreibung“ als eine alte Heer- und Handelsstraße.
- Historischer Bergbaurundweg Holzwickede
  - Der Rundweg führt über eine Länge von etwa 17 Kilometer im Uhrzeigersinn an 27 Stationen, an denen über die Bergbaugeschichte vor Ort zu lesen ist, vorbei. Er kann sowohl von Fußgängern als auch Radfahrern genutzt werden.
- Emscherquelle
  - Die Fachwerk-Hofanlage befindet sich im westlichen Hixterwald genannten Bereich von Holzwickede. Auf dem Hofgelände an der Quellenstraße 3 befindet sich auf etwa 160 m ü. NN die Quelle der Emscher.
- Haus Opherdicke
- Eisenbahnausbesserungswerk Schwerte
- Nickelwerke (neu aufgenommen Ende 2011)
- Rohrmeisterei Schwerte
- Laufwasserkraftwerk Langschede (entfällt ab Anfang 2012)
- Früher Bergbau in Fröndenberg
- Kettenschmiedemuseum Fröndenberg
- Windkunst und Wärterhaus
- Gademenreihe
- Kurpark Königsborn
- Kinderkurhaus Barmer Ferienkolonie
- Denkmal Friedrich Grillo und Altes Amtshaus (statt Salzamt)
- Bahnhof Königsborn
- Pförtnerhaus Zeche Königsborn 2/5
- Klöckner-Bahn (entfällt ab Anfang 2012)
- Siedlung Reinhardstraße
- Zeche Königsborn 3/4, jetzt genannt Förderturm Bönen – Ostpol
- Backhaus Flierich
- Bahnhof Lenningsen (neu Ende 2011)
- Bahnhof Kamen
- Sesekebrücke
- Zeche Monopol, Schacht Grillo
- Zeche Monopol Schacht Grimberg 1/2 (neu Ende 2011)
- Kraftwerk Bergkamen (neu Ende 2011)
- Halde Großes Holz (andere Reihenfolge)
- Zeche Haus Aden
- Seepark Lünen mit Preußenhalde und Pyramide
- Siedlung Ziethenstraße
- Preußenhafen
- Siedlung „Am Kanal“
- Museum der Stadt Lünen
- Hüttenwerke Kayser
- Bergarbeiter-Wohnmuseum
- Zeche Minister Achenbach, Schacht 4, LÜNTEC-Tower
- Kraftwerk Lünen
- Alte Kaffeerösterei, Lünen
- Victoria-Siedlung
- Kantine „Westfalia“
- Ziegelei Siegeroth
- Zeche Hermann und „Alte Kolonie“ (neu Ende 2011)
- Schloss Cappenberg
- Zeche Werne
- Altes Amtshaus – Karl-Pollender-Stadtmuseum Werne (neu Ende 2011)
- Marina Rünthe (neu Ende 2011)
- Kulturzentrum Schacht III in der Waschkaue der Zeche Werne (andere Reihenfolge)
- D-Zug-Siedlung Rünthe und "Alte Kolonie" (zusammengefasst)
- Siedlung Rünthe-Süd
- Kraftwerk Gersteinwerk
- Schacht Lerche (neu Ende 2011)
- Bergwerk Ost, Schächte Heinrich Robert (neu)
- Kissinger Höhe (neu Ende 2011)
- Gedenkstätte Zeche Radbod (neu Ende 2011)
- Zeche Radbod (neu Ende 2011)
- Stadthafen Hamm (neu Ende 2011)
- Siedlung Vogelsang (neu Ende 2011)
- Zeche Sachsen – Öko-Zentrum NRW (neu Ende 2011)
- Bahnhof Hamm (neu Ende 2011)
- Böhler-Welding, ehemals Westfälische Union (neu Ende 2011)
- Westfälische Drahtindustrie (neu Ende 2011)
- Gaswerk Hamm (neu)
- Wassertürme am Hellweg (neu Ende 2011)
- Klostermühle Pohl (neu Ende 2011)
- Schleuse Hamm (neu Ende 2011)
- Wasserübergabe Hamm (neu Ende 2011)
- Kurpark Hamm (neu)
- Lippeschleuse Heessen (neu Ende 2011)
- Schleuse Werries (neu Ende 2011)
- Schulweg-Steg (neu Ende 2011)
- Kraftwerk Westfalen (neu Ende 2011)
- Maximilianpark (neu Ende 2011)